# Burg Wersau
Die Burg Wersau ist eine abgegangene Niederungsburg unweit der Gemeinde Reilingen, gelegen in der Metropolregion Rhein-Neckar zwischen Heidelberg und Speyer. Die Geschichte dieser später zu einer Mühle umgebauten Anlage ist noch immer zu großen Teilen unbekannt und wird seit 2010 kontinuierlich erforscht.

## Historische Besonderheiten
Dass die Burg Wersau eine besondere Bedeutung gehabt haben muss, ist z. B. daran zu erkennen, dass die päpstliche Bulle zur Gründung der Universität Heidelberg 1386 von den Gesandten von Papst Urban VI. an den Pfalzgraf und Kurfürst Ruprecht I. nicht in der Stadt selbst, sondern auf Burg Wersau überreicht wurde. Außerdem ist seit 1451 das Bestehen einer Wendelinsbruderschaft Reilingen belegt, deren Geschichte ebenfalls unmittelbar mit der Burg Wersau und der dortigen Kapelle, geweiht dem heiligen Wendelin, verbunden ist. Eine „löbliche Bruderschaft“, in der – und das ist das Besondere – auch die kurfürstliche Familie Mitglied war.

## Geschichte

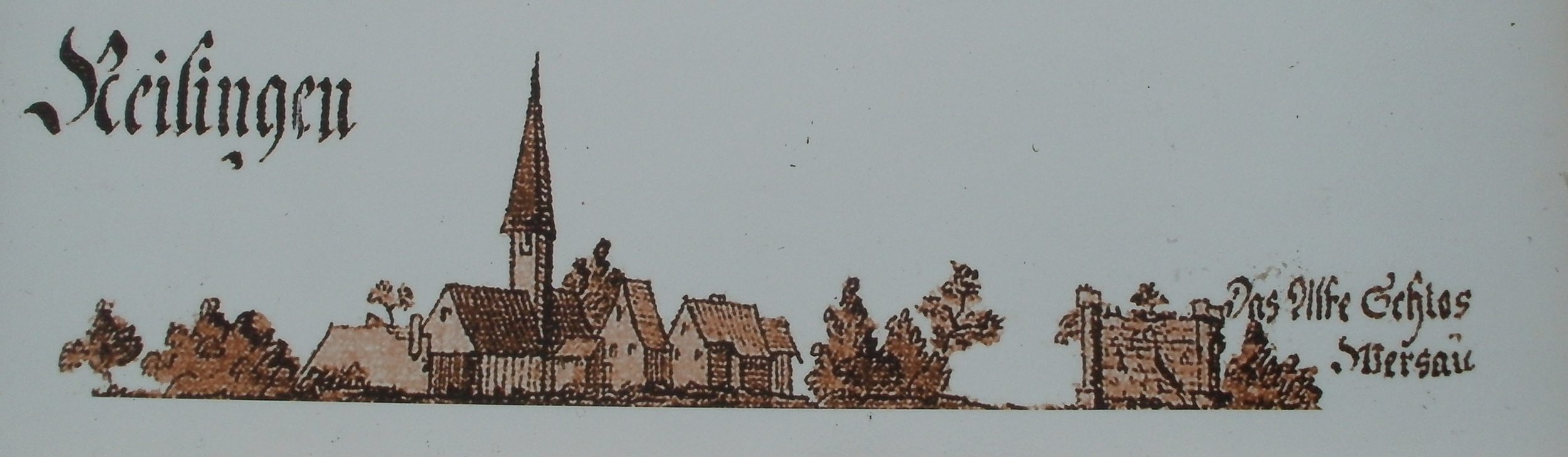
1782 war die Burg wohl noch als Ruine sichtbar

### Mittelalterliche Gründung
Beim Blick in die Geschichte der Gemeinde Reilingen fällt auf, dass das Schicksal des Dorfes und auch der ganzen Umgebung stets von der Burg Wersau geprägt wurde. Schon 1286, als „Villa Reitling“ zum ersten Mal urkundlich im Lorscher Codex erwähnt wurde, lag die Gemarkung im Grenzgebiet der beiden alten Königsforste Lußhardt und Schwetzinger Hardt. Die Lußhardt, also die Wälder, die sich bis zum fränkischen Königshof in Bruchsal erstreckten, war bereits 1056 durch Kaiser Heinrich III. dem Bistum Speyer geschenkt worden. Nur sieben Jahre später erweiterte sein ältester Sohn als römisch-deutscher König Heinrich IV. den bischöflichen Waldbesitz um die heutige Schwetzinger Hardt.

### Herrschaftsbereich

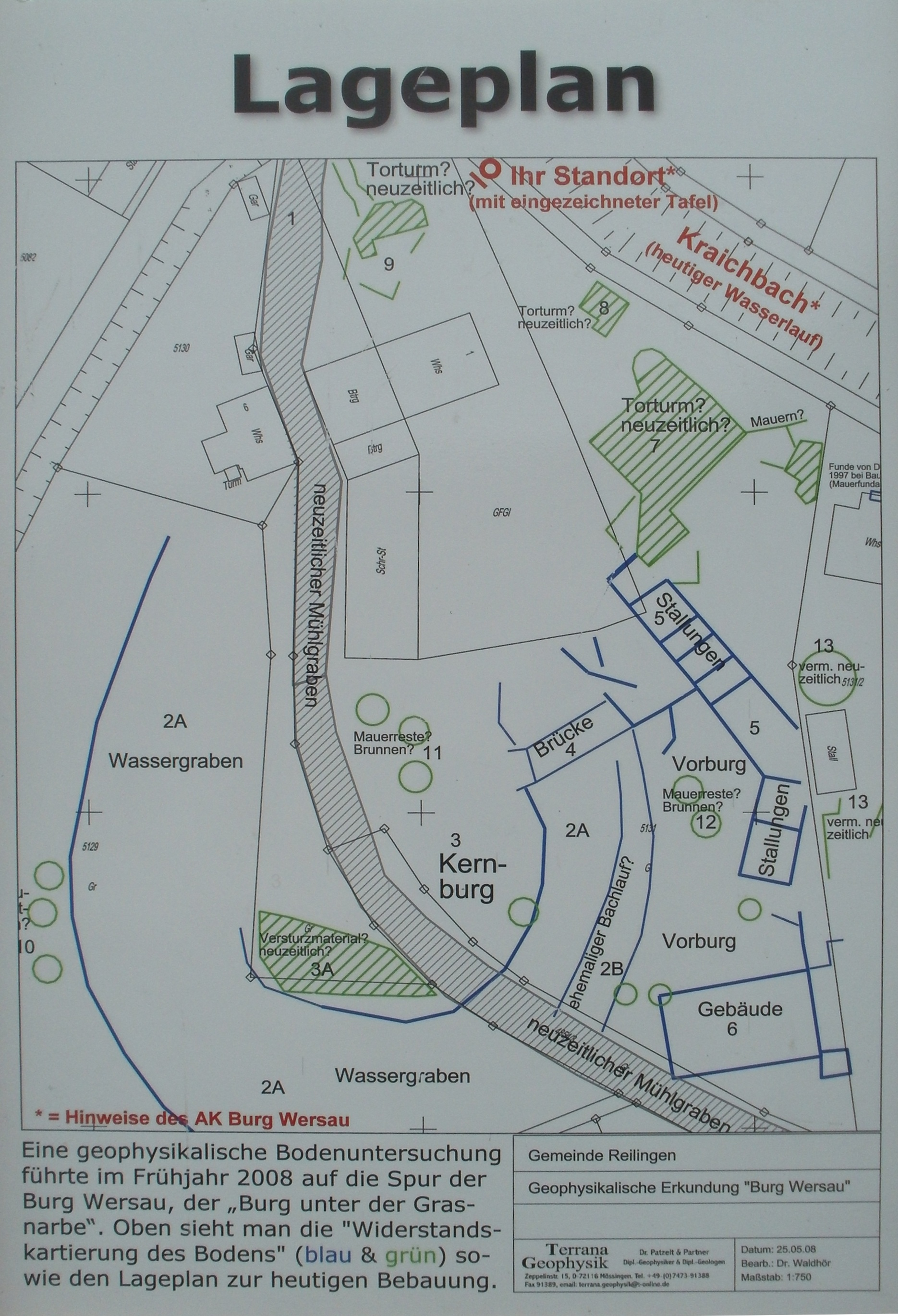
Lageplan der Burg nach einer geophysikalischen Bodenuntersuchung 2008

Aus alten Dokumenten weiß man, dass bereits die Könige am Kraichbach eine Burg besaßen, die „Walsrhawe“ genannt wurde. Daraus entwickelte sich in den Jahren der Begriff „Wersau“. Die gut befestigte Burganlage hatte zunächst die Aufgabe, die umliegenden Wälder und die Verkehrswege zu sichern. Zum Herrschaftsbereich gehörten die Dörfer Reilingen und Hockenheim sowie für kurze Zeit auch Oftersheim und St. Leon. Da es an genauen Unterlagen aus dieser Zeit fehlt, gehen die Historiker heute davon aus, dass die Dörfer und die Burg im Rahmen der Schenkung dieser Wälder an die Speyerer Bischöfe kamen.

### Schenken von Wersau
Das Bistum setzte dann dort zur Verwaltung ein Ministerialengeschlecht ein, die Schenken von Wersau. Als Erster von ihnen wurde bereits um 1155 ein Dietrich als Schenk des Hochstifts noch ohne den Bezug zu Wersau genannt. 1198 wird Eberhard, der Sohn des Schenken von Hockenheim, erwähnt, und erst 1236 gab es dann einen Schenk von Wersau. Von dieser Zeit an werden die Schenken in den Urkunden immer unter dem Namen ihrer Burg genannt und galten als Speyerer Dienstleute. Im Dunkel der Geschichte wechselte der Besitz an Burg Wersau an die Schenken, denn um 1280 ist zu lesen, dass Eberhard von Wersau die Hälfte seiner Burg an den Bischof von Speyer wieder verkaufte. Da dieser das Geld nicht zur Verfügung hatte, gab er seinen Erwerb 1286 zu Lehen an den Wittelsbacher Pfalzgrafen Ludwig II. weiter, der bereits die andere Burghälfte von Markward von Annweiler (auch: von Kropsberg) und den Brüdern von Erligheim (alles Verwandte der Wersauer Schenken) gekauft hatte. Als Zubehör zur Burganlage wurden dabei urkundlich auch die Dörfer Reilingen und Hockenheim wieder genannt.

### Kurpfälzischer Besitz
Nach der „Pfälzer Fehde“ kam die Burg mit all ihrem Besitz an die Linie Pfalz-Mosbach der Wittelsbacher. Pfalzgraf Otto I. verschrieb Wersau 1429 seiner angetrauten Gemahlin Johanna von Bayern, die die Burg und die umliegenden Dörfer später Stephan von Pfalz-Simmern-Zweibrücken verpfändete. Erst nach der Schlacht bei Seckenheim (1462) kam die Herrschaft Wersau endgültig in den Besitz der immer mächtiger werdenden pfälzischen Kurfürsten.
Nach wechselvoller Geschichte standen am Ende des Dreißigjährigen Krieges vom Schloss Wersau nur noch wenige Gebäudeteile, Kellergewölbe, Stallungen sowie ein baufälliger Turm mit Glocken. Die Ruine wurde nochmals notdürftig instand gesetzt und diente über längere Zeit hinweg den Kurfürsten als bevorzugtes Jagdschloss. Zudem wurde die Wersau zum Sitz eines kurfürstlichen Kellers ausgebaut.

## Burgbeschreibung
Die Burg Wersau war zu ihrer Blütezeit eine typische Niederungsburg mit Ringmauer, einem Palas, sowie vermutlich mit vier Türmen und zahlreichen weiteren Nebengebäuden ausgestattet. Mit Vorburg, Mühle, Kapelle und Schafhof gehörten noch ca. 24 weitere Gebäude zu dieser Anlage. Die gesamte Burg war von den Wasserläufen der ehemaligen Kinzig-Murg-Rinne (später Kraichbachniederung) umgeben. Das Schlossgut umfasste 1686 eine bebaubare Fläche von 154 Morgen Ackerland und 30 Morgen Wiesen in der Ketschau (Rheinniederung zwischen Hockenheim und Ketsch). Naturräumlich gehört das Umfeld zur Einheit der Hardtebenen.
Die Wersau war, nimmt man einen Plan aus der Zeit um 1690 zu Hilfe, eine ovale Anlage, deren Außenmauern aufgrund der Topografie (Niedermoor) durch Strebepfeiler gestützt wurden. Im Pfälzischen Erbfolgekrieg wurde die Anlage 1689 völlig zerstört. Auch die 1596 nachträglich beim Schloss errichtete Schlossmühle und Meierei brannte bis auf die Grundmauern nieder. Aus den verbliebenen Steinen wurde nachweislich in Reilingen eine Friedhofsmauer gebaut. Sie wurden ebenso für den Bau der ersten steinernen Kraichbachbrücke in Hockenheim durch den kurfürstlichen Baumeister Rabaliatti verwendet. Von der Burg- bzw. Schlossanlage war ab dem 18. Jh. fast nichts mehr zu sehen. Lediglich ein alter Tiefbrunnen wies noch auf die Existenz der Wersau hin. Das regelrecht im Boden versunkene Bauwerk („Die Burg unter der Grasnarbe“) geriet bis zum Jahr 2006 nahezu in Vergessenheit. Auf Initiative des Regionalhistorikers Otmar Geiger fanden ab 2007 erste Forschungsarbeiten zur Burg Wersau statt. Parallel finden an dieser Stätte seit 2009 archäologische Grabungen des Landesamtes für Denkmalpflege Baden-Württemberg (LAD) sowie der Universität Heidelberg statt.

## Wersauer Hof

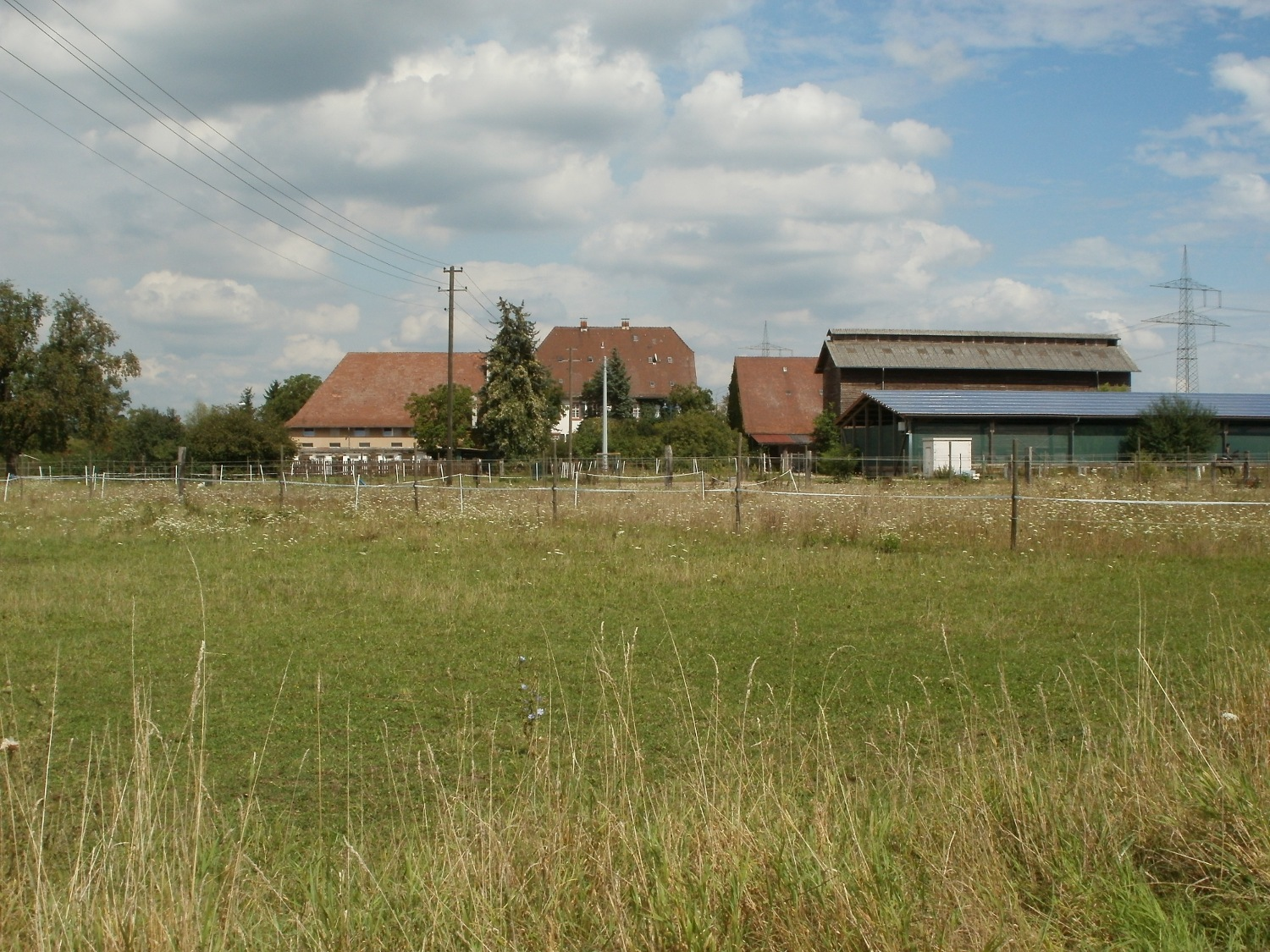
Wersauer Hof

Gegen Ende des 17. Jahrhunderts wurde für die Landwirtschaft und Schäferei östlich des Schlosses ein Hofgut errichtet, das zunächst unter kurpfälzischer Verwaltung stand. Später wurde es von Schwetzingen aus verwaltet, und lediglich ein herrschaftlicher Wiesenknecht war noch in Reilingen eingesetzt. Nach der Auflösung des Herrschaftsbesitzes war der Wersauer Hof zunächst in bäuerlichem Eigentum. Um die Wende zum 20. Jahrhundert übernahmen die Freiherren von Wamboldt das Hofgut, das schließlich 1927 an die evangelische Pflege Schönau verkauft wurde. In deren Besitz ist die Hofanlage noch heute.

## Schlossmühle
Die durch den Kraichbach angetriebene Mühle bei der Burg Wersau ist von 1596 urkundlich belegt, bestand wohl aber schon länger. Der 2014/15 abgerissene Gebäudekomplex stammte im Wesentlichen von 1869. Ihr damaliger Besitzer hieß C.L. Zahn – belegt durch den Grundstein auf dem Ausstellungsgelände. Die Einstellung des Mühlenbetriebs erfolgte 1959. Das Hauptgebäude wurde danach noch mehrere Jahre von einer Großhandelsfirma genutzt. Das zu Wohnzwecken umgebaute Maschinenhaus mit dem Stumpf eines Schornsteins blieb noch länger erhalten. Seit 2007 sind Gebäude und Grundstück im Besitz der Gemeinde Reilingen, deren Gemeinderat Anfang 2017 beschloss, dort in den kommenden Jahren einen Archäologiepark mit Museum zu errichten.

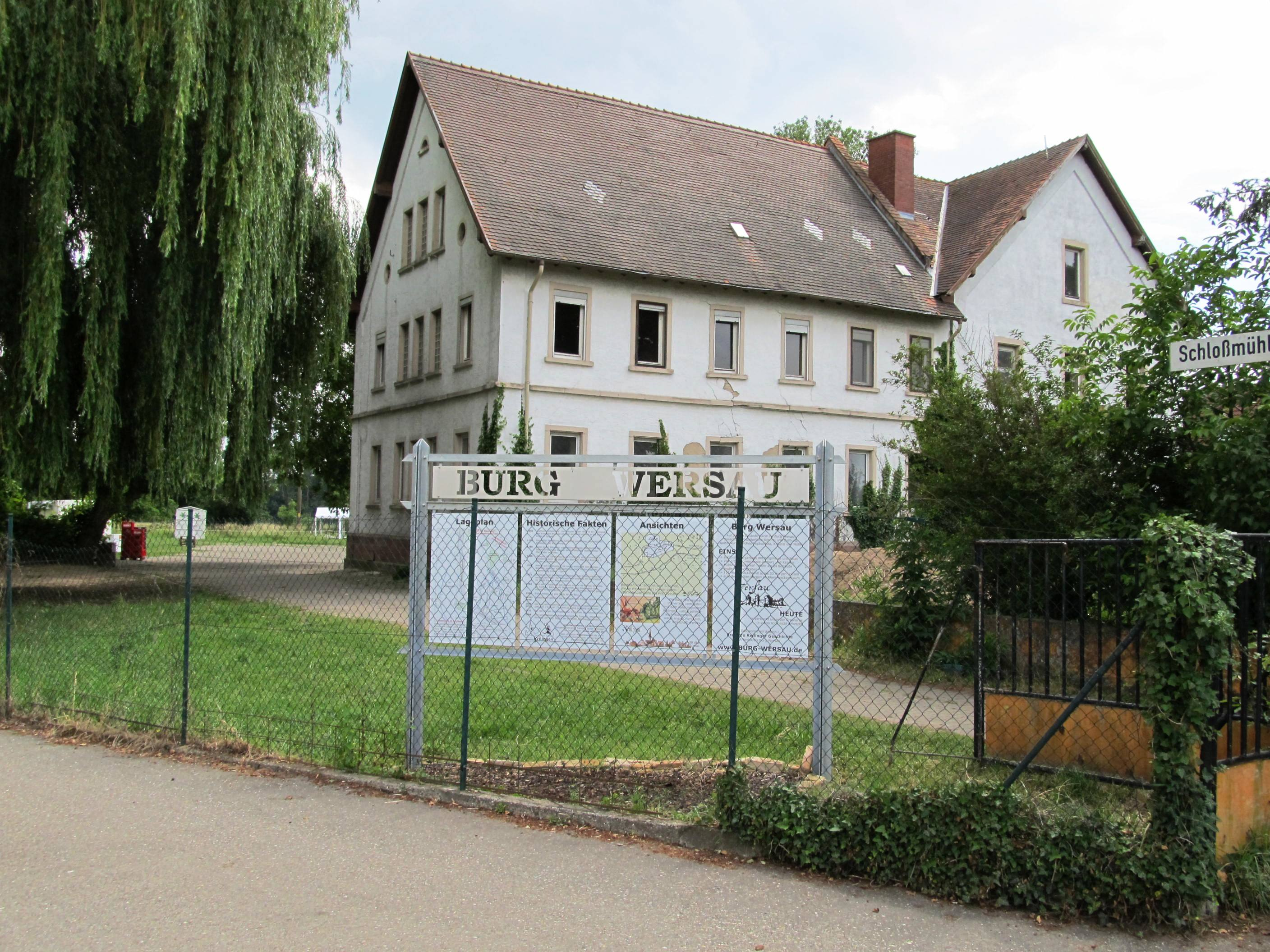
Ehemalige Schlossmühle Reilingen, an der Burg Wersau (Aufn. 2011)
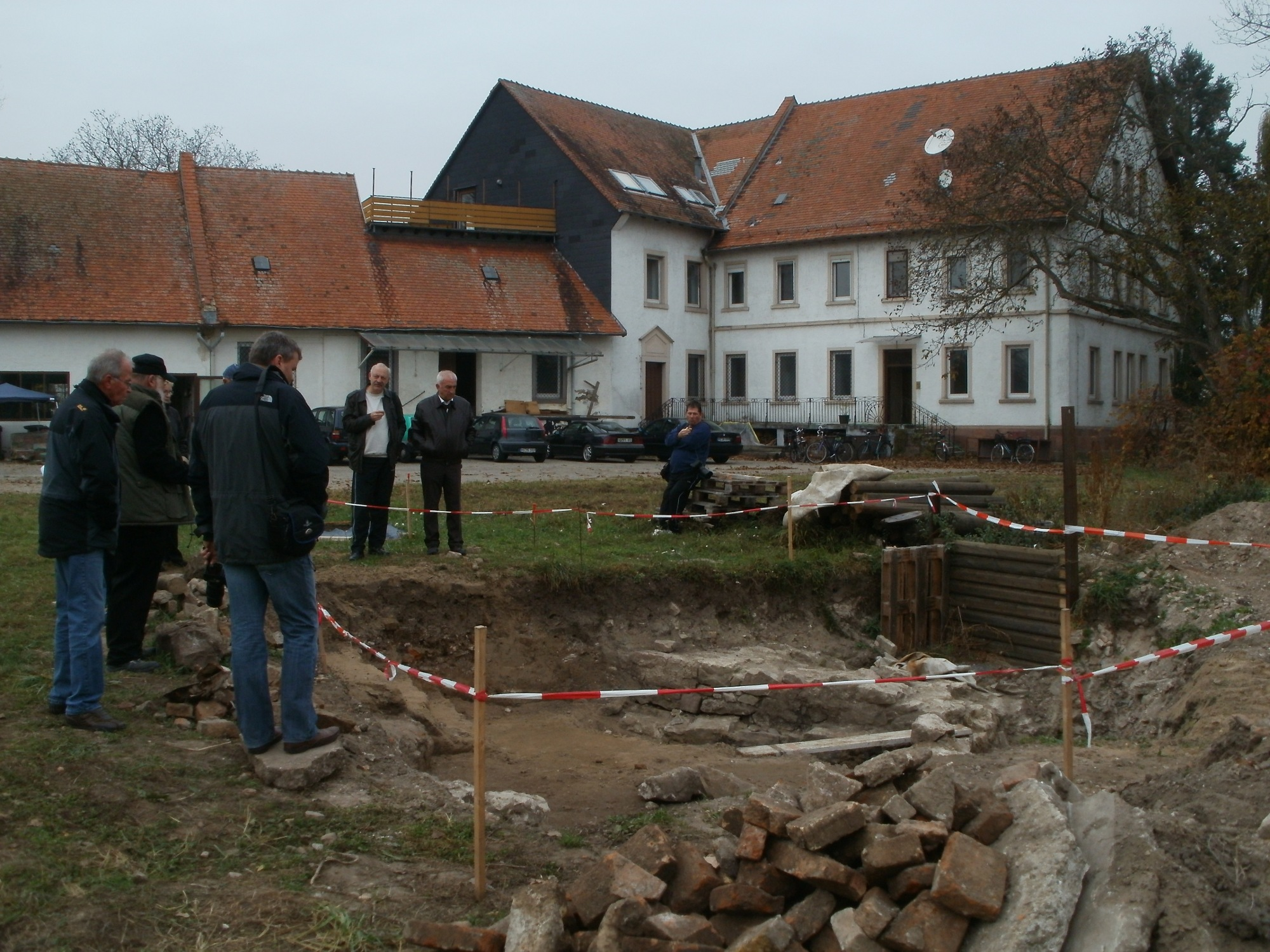
Beginn der Grabungen an der Schlossmühle (Aufn. 2011)
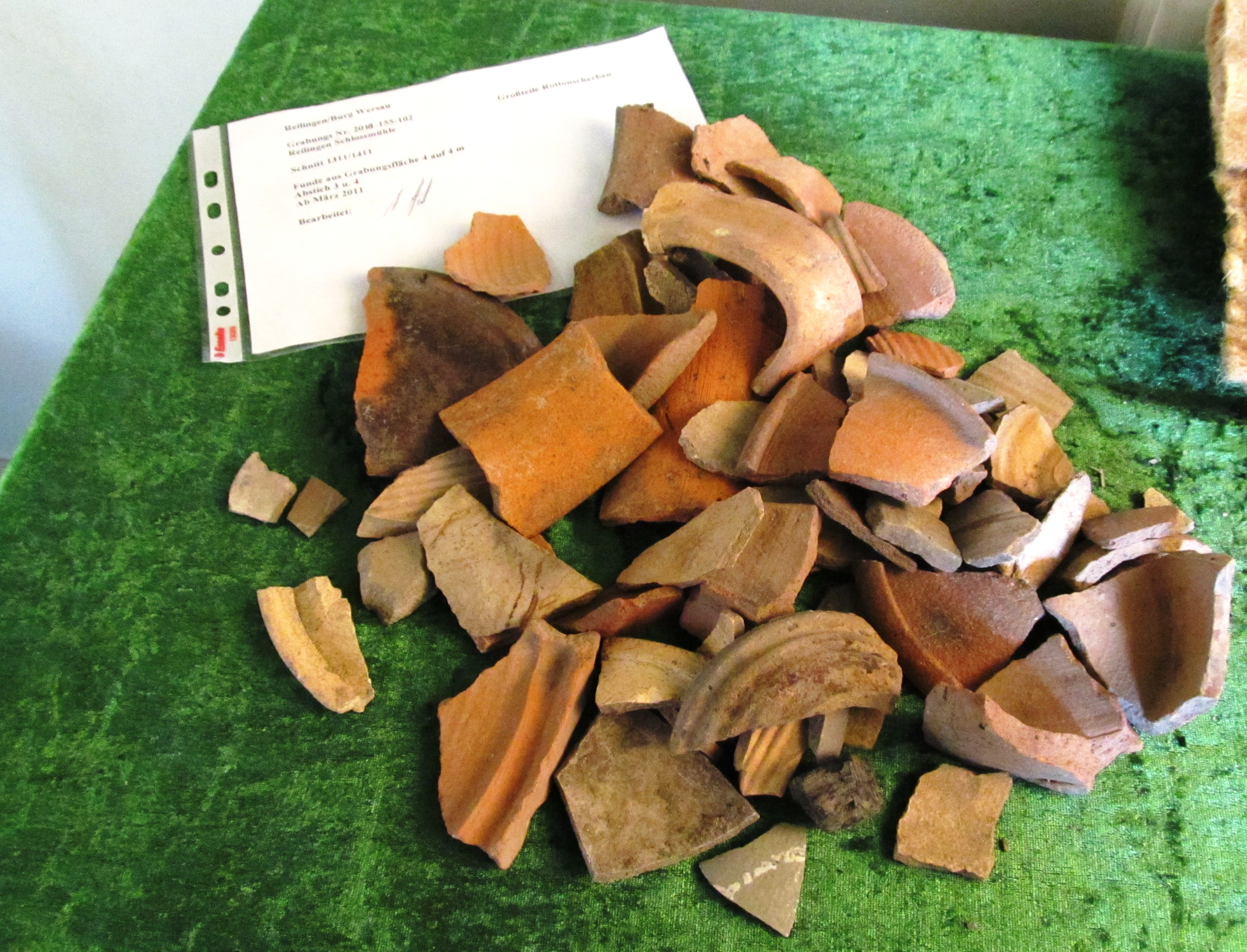
Keramikscherben, geborgen an der Schlossmühle (Aufn. 2013)
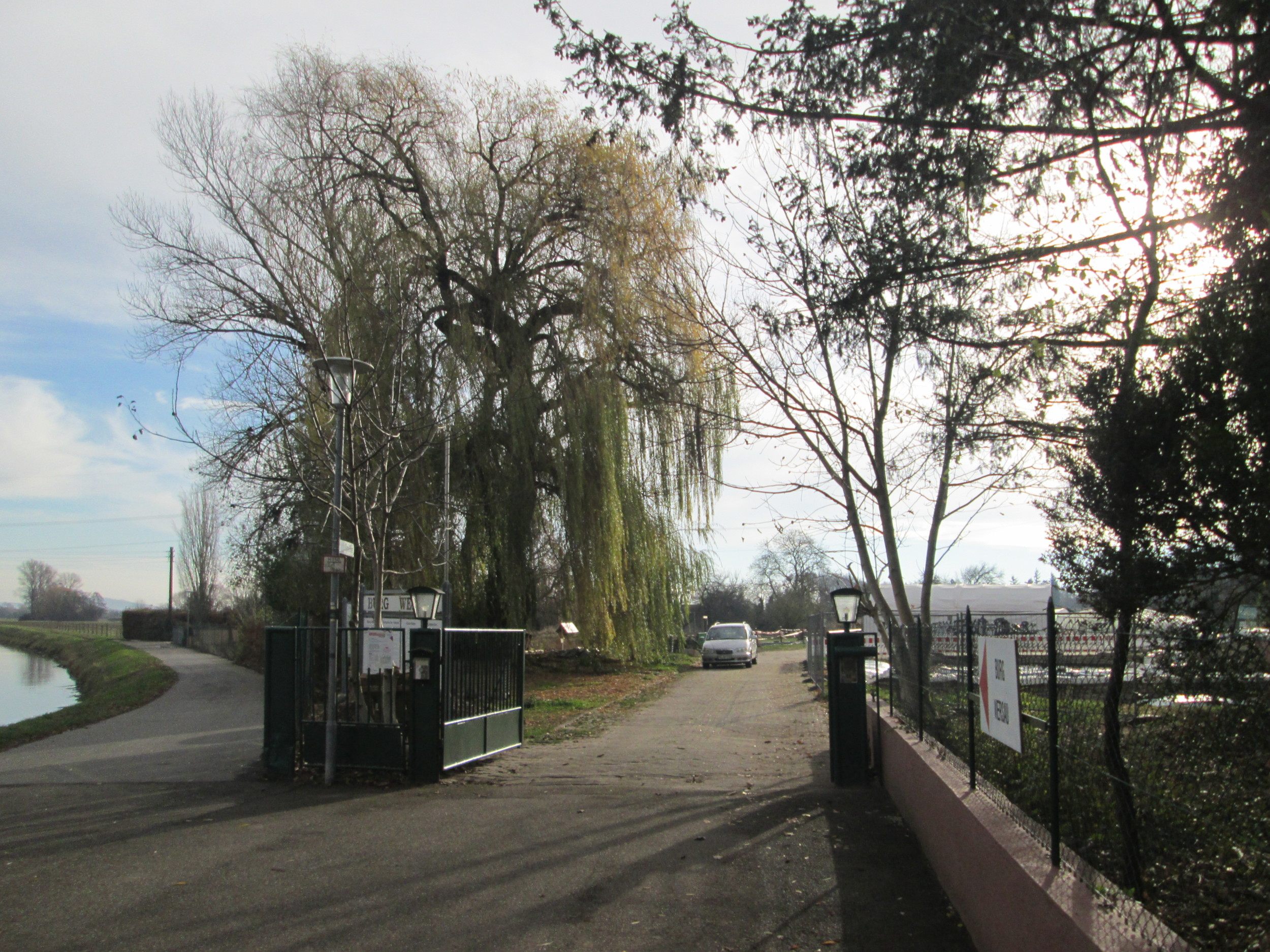
Eingangsbereich nach Abriss der Schlossmühle (Aufn. 2018)
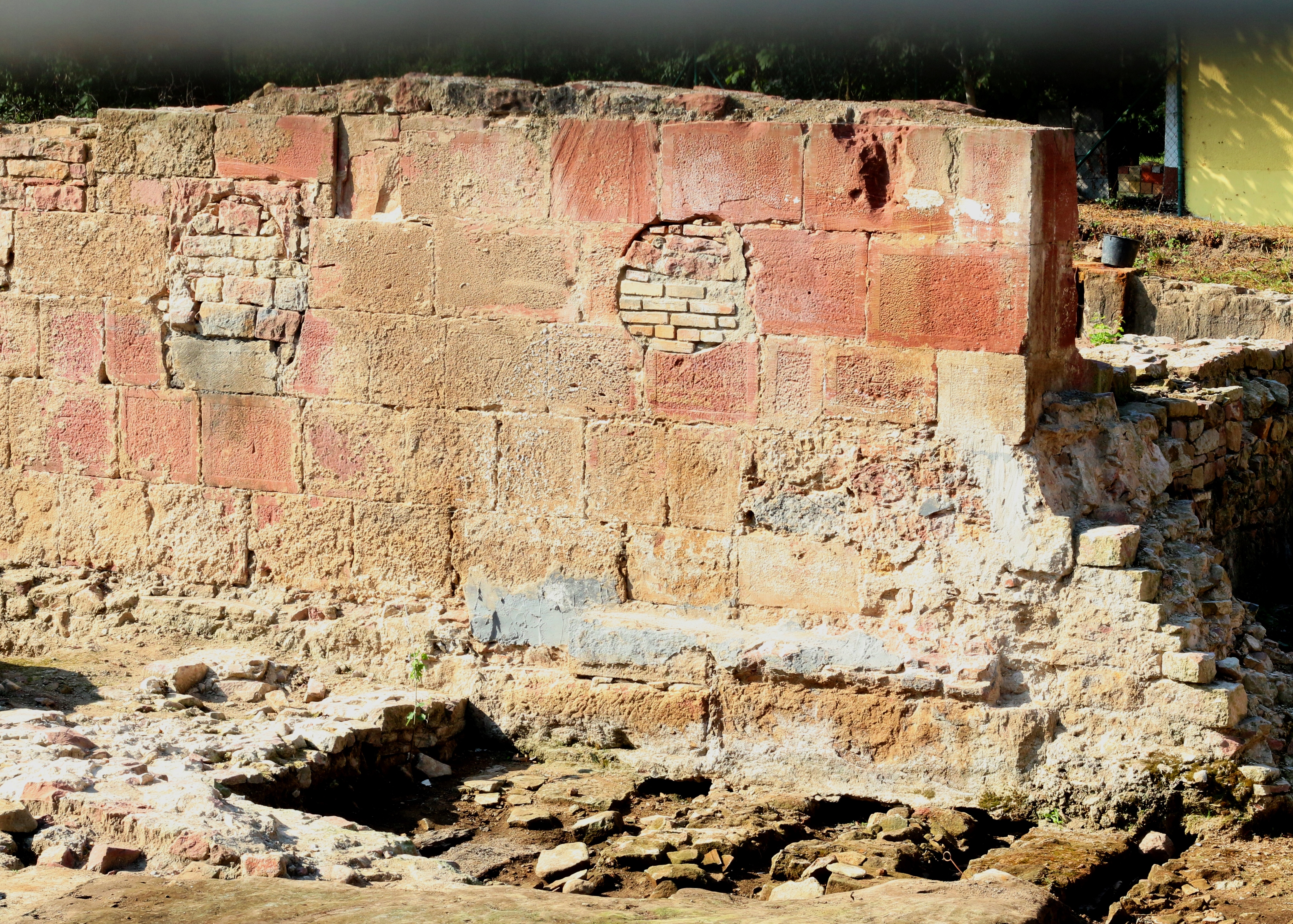
Aufgelassene Mauer der abgerissenen Schlossmühle, ehem. Widerlager von Mühlrad und Turbine (Aufn. 2016)
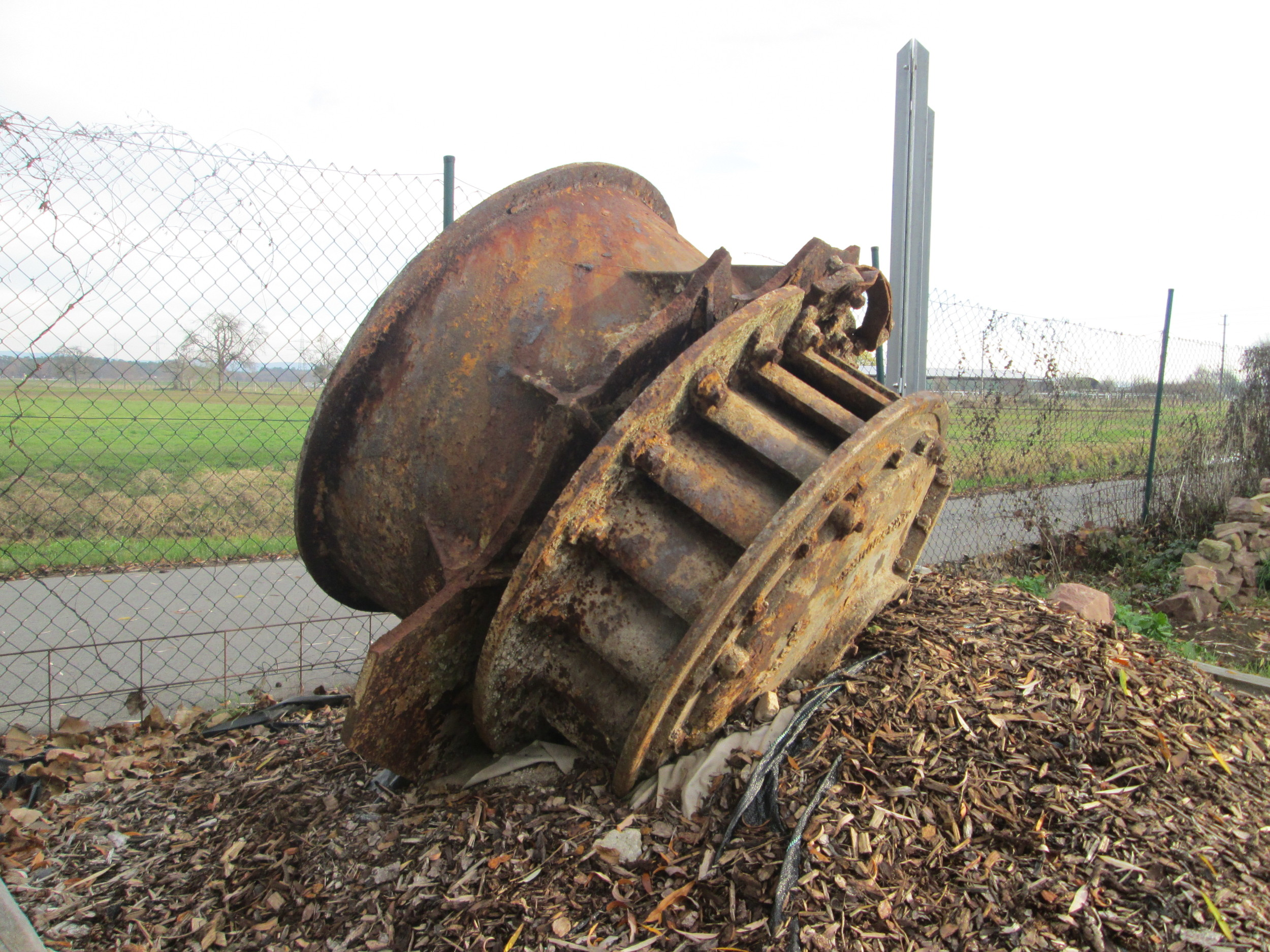
Ausgebaute Francis-Schacht-Turbine, Laufrad mit Schaufeln

Die Schlossmühle wurde bis 1956 durch eine sogenannte Francis-Schacht-Turbine angetrieben, die sich am besten für den kleinen Mühlkanal eignete. Die historische Turbine ist gegenwärtig (Stand: 2021) am Eingangsbereich des künftigen Archäologieparks ausgestellt.

## Denkmalschutz

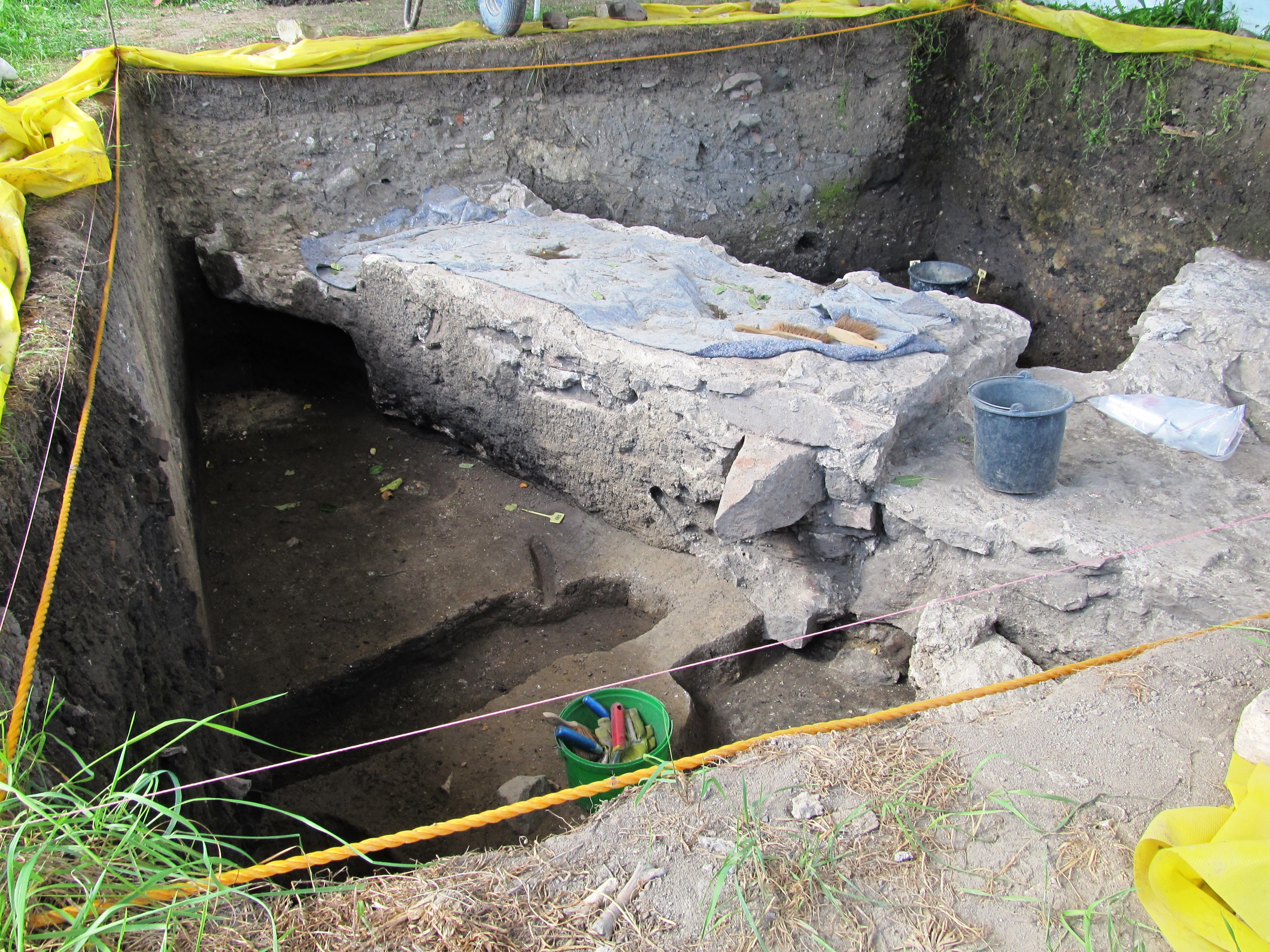
Ausgegrabene Grundmauer der Vorburg, Wandverzahnung

Die „Burg Wersau“ ist heute ein Bodendenkmal und geschützt nach dem Denkmalschutzgesetz des Landes Baden-Württemberg (DSchG). Nachforschungen und gezieltes Sammeln von Funden sind genehmigungspflichtig, Zufallsfunde an die Denkmalbehörden zu melden.
Amtlicher Eintrag in der Liste der Kulturdenkmale: „Die Existenz der Burg Wersau ist seit 1155 belegt, sie dürfte jedoch um einiges älter und ehemaliger Königsbesitz sein. Genauere Aussagen zur Frühgeschichte der Burg lassen allerdings nur die archäologischen Zeugnisse erwarten. Die Burg wurde 1622 und 1689 zerstört und damals als Steinbruch benutzt. Die Mühle bei der Burg ist von 1596 an belegt, bestand wohl aber schon länger. Die Reste der Mühle und der Burg sind als wertvolle Geschichtszeugnisse zu werten. Sie bilden zusammen mit der heutigen sogenannten Schlossmühle ein Denkmal, dessen Erhaltung aus wissenschaftlichen und heimatgeschichtlichen Gründen in öffentlichem Interesse steht.“

## Forschung

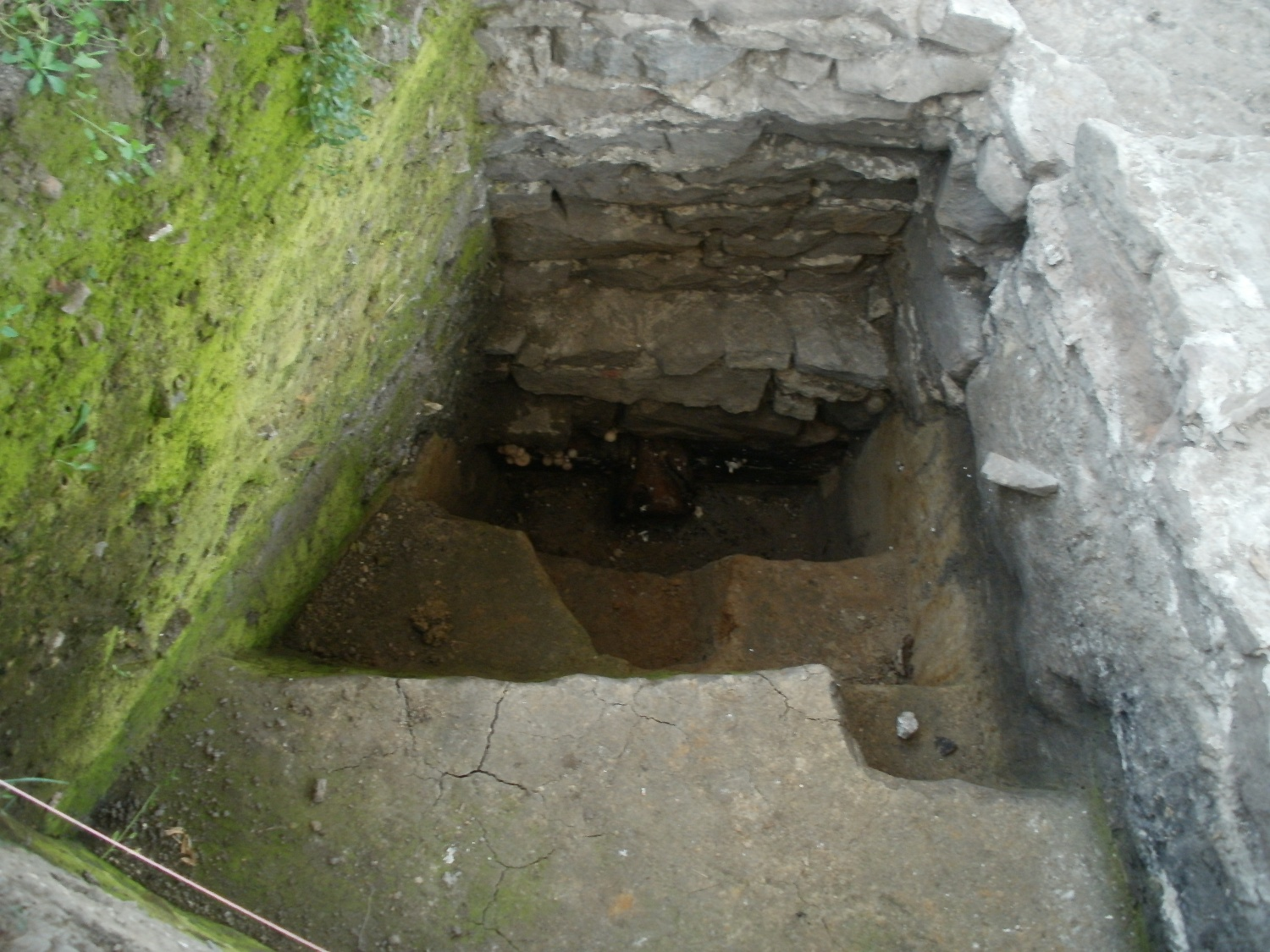
Die Ausgrabung im Torbereich (2011) erreichte den Pfahlrost aus dem 12. Jh.

Die im Sommer/Herbst 2009 erstmals durchgeführten archäologischen Grabungsarbeiten des Landesdenkmalamtes, beruhend auf einem 2008 erstellten geophysikalischen Gutachten, haben nicht nur die Existenz der „Burg unter der Grasnarbe“ bestätigt, sondern viele weitere Erkenntnisse gebracht.
Im Sommer 2012 führte das Institut für Ur- und Frühgeschichte der Universität Heidelberg eine Lehrgrabung auf dem Gelände der Burg durch. Dabei wurden zahlreiche neue Funde gemacht, die teilweise bis in frühgeschichtliche Zeit weisen. Im Bereich der früheren Burg Wersau gibt es bisher aber keine bestätigten bzw. nachweisbaren römischen Bebauungs- oder Siedlungsbefunde. Dies gilt auch für möglicherweise noch frühere Besiedlungen auf diesem Gelände. Somit konnten die Annahmen des badischen Historikers Franz Josef Mone bisher archäologisch nicht bestätigt werden. Unabhängig davon gehen die intensiven Forschungsarbeiten des Arbeitskreises Burg Wersau der „Freunde Reilinger Geschichte“ sowie dem 2014 neu ins Leben gerufenen AK Spurensuche (Archiv- und Umfeldforschung) in multidisziplinärer Zusammenarbeit weiter.
Nach Abriss der historisch wenig bedeutsamen Mühlengebäude aus dem 19. Jahrhundert, wurden Ende 2014 auch in diesem Bereich archäologische Untersuchungen vorgenommen. Dabei konnten unter der ehemaligen Schlossmühle Fundamente der einstigen Vorburg freigelegt werden. Im Rahmen einer weiteren Grabungskampagne der Universität Heidelberg wird dieser Bereich ab Februar 2015 genauer untersucht. Zahlreiche neue Bodenfunde bestätigten die Auffassung, dass es sich bei der ehemaligen Burg Wersau um eine in der Heimat- und Regionalforschung bisher weit unterschätzte Burg- und Festungsanlage gehandelt haben muss. Die zum Teil überraschenden Funde wurden wissenschaftlich aufgearbeitet, mehrere Veröffentlichungen dazu liegen inzwischen vor (s. Literatur). Geborgene Materialien werden nach ihrer Katalogisierung im Landesamt für Denkmalpflege Baden-Württemberg eingelagert.

## Filme
- Burg Wersau Ausgrabungsfeld Burg Wersau 2012
- Der Kraichbach von der Quelle bis zur Mündung Ausgrabungsfeld Burg Wersau 2012
- Neues von der Wersau Ausgrabungsfeld Burg Wersau 2015